# OK Go
OK Go är ett amerikanskt rockband från Chicago. OK Go bildades år 1998 och är verksamma än idag. Gruppens mest kända verk är troligtvis singeln "Here it goes again". De spelar rockmusik och är influerade av bland annat Cheap Trick, T Rex och Queen. Bandet har flera gånger uppmärksammats för sina annorlunda musikvideor.
Gruppen fungerade som husband för radioprogrammet This American Life. Det var även Ira Glass, radioprogrammets värd, som skrev bandets första officiella biografi och kallade dem för "levande kattmynta" och beskrev deras låtar som "delvis indierock, delvis stadiumrock, delvis up-pop med en touch av Pixies, The Cars eller Elliott Smith.
I Storbritannien slog låten Get Over It igenom och kom med på singellistan (21 plats) den 16 mars 2003. Samtidigt som detta blev musikvideon till samma låt omtalad i Q Magazine.
Debutalbumet är självbetitlat, alltså OK Go, och producerades av Howard Willing och David Trumfio. Albumet innehåller tolv spår och släpptes den 17 september 2002. Innan dess släpptes två ep-skivor, Pink och Brown. År 2005 kom uppföljaren till albumet: Oh No. Oh No innehåller 14 låtar och spelades in i Malmö. Producenten var Tore Johansson, som gjort sig känd med bland annat The Cardigans, Melanie C, New Order, Titiyo och Franz Ferdinand.
I mars 2007 tilldelades bandet Youtube Video Awards 2006 i klassen Most Creative för en video till låten "Here It Goes Again". 2010 släpptes gruppens tredje Of the blue colour of the sky på egen etikett efter att bandet lämnat EMI.
Ok Go har gjort soundtrack till OC, She's the man, och till spelet SSX: on tour.

## Bandmedlemmar
Nuvarande medlemmar

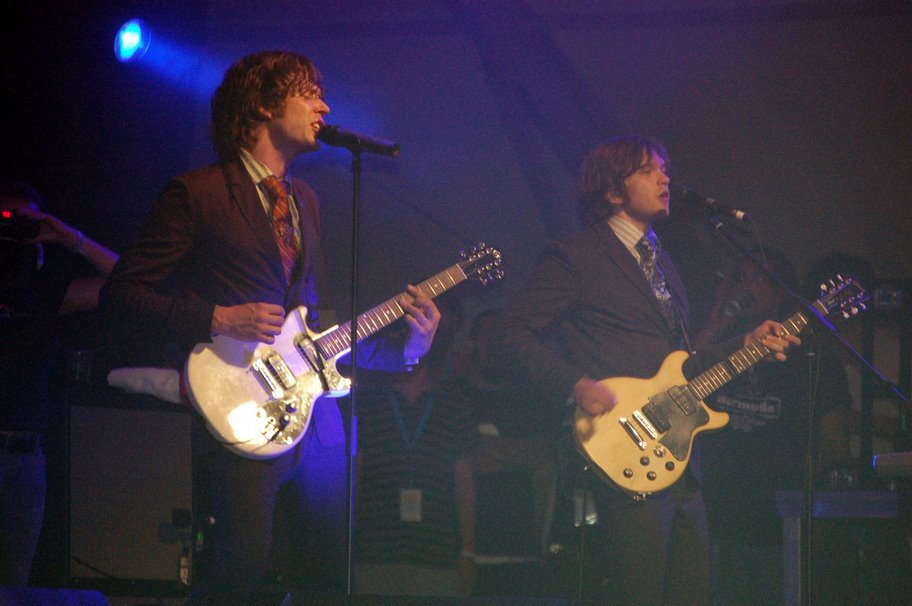
OK Go 20 juli 2007

- Damian Kulash - sång, gitarr (1998-idag)
- Tim Nordwind - bas, sång (1998-idag)
- Dan Konopka - trummor, slagverk (1998-idag)
- Andy Ross - keyboard, gitarr, sång (2005-idag)

Tidigare medlemmar
- Andy Duncan - gitarr, keyboard, sång (1998-2005)

Turnerande medlemmar
- Burleigh Seaver - keyboard, slagverk (2002)
- Ara Anderson - keyboard, slagverk, trumpet (2002, 2004)
- Tom Brislin - keyboard, slagverk (2004)

## Diskografi
Studioalbum
- 2002 – OK Go
- 2005 – Oh No
- 2010 – Of the Blue Colour of the Sky
- 2014 – Hungry Ghosts

EP
- 2000 – OK Go (Pink EP)
- 2000 – OK Go (Brown EP)
- 2005 – Do What You Want
- 2007 – iTunes Live from SoHo
- 2007 – Master the Treadmill with OK Go
- 2008 – You're Not Alone (med Bonerama)
- 2014 – Upside Out

Singlar
- 2002 - Get it Over (US Alt. #20)
- 2003 - Don't Ask Me
- 2005 - A Million Ways
- 2006 - Do What You Want
- 2006 - Oh Lately It's So Quiet
- 2006 - Invincible
- 2006 - Here It Goes Again (US #38, US Alt. #17)
- 2009 - WTF?
- 2010 - This Too Shall Pass (US Alt. #36)
- 2010 - End Love
- 2010 - White Knuckles (US Alt. #36)
- 2011 - The Greatest Song I Ever Heard
- 2011 - All Is Not Lost
- 2012 - Needing/Getting
- 2012 - Skyscrapers
- 2014 - The Writing's on the Wall
- 2014 - I Won't Let You Down (US #71)